# FSV Schifferstadt
Maillots
Dernière mise à jour : 4 avril 2011.
Le FSV Schifferstadt est un club allemand de football localisé à Schifferstadt en Rhénanie-Palatinat.

## Histoire (football)
Le club trouve ses origines dans la fondation en 1913 de la Fussball-Gesellschat 1913 Schifferstadt qui fut renommée FC Olympia 1913 Schifferstadt dans le courant de la même année.
Le 11 février 1920, le FC Olympia 1913 fut rebaptisé FV 1913 Schifferstadt.
Durant l’année 1923, fut créé un autre club, le SV 1923 Schifferstadt.
Le 3 mai 1929, le FV 1913 fusionna avec le SV 1923 pour former le FSV Schifferstadt. Le 1er juillet 1939, le club fut renommé VfL Schifferstadf.
E, 1945, ce club fut dissous par les Alliés, comme tous les clubs et associations allemands, (voir Directive n°23). Il fut reconstitué le 22 février 1946 sous le nom de FSV 13/23 Schifferstadt.
En 1952, le FSV 13/23 Schifferstadt fut un des membres fondateurs de l’Amateurliga Südwest, une ligue située au 3e niveau de la hiérarchie.
En 1958, le club participa au tour final pour la montée en 2. Oberliga Südwest, mais échoua à la 3e place derrière les deux montants, le Ludwigshafener SC 1925 et le VfB Theley. Deux ans plus tard, le FSV Schifferstadt termina vice-champion derrière le 1. FC Kaiserslautern Amateur. Cette fois, le tour final lui sourit et le club monta au 2e niveau.
Le cercle parvint à se maintenir jusqu’en 1963, puis la 2. Oberliga Südwest fut dissoute lors de la création de la Bundesliga et des Regionalligen. Ne parvenant pas à se placer en ordre utile pour faire partie de la Regionalliga Südwest, le FSV Schifferstadt retourna en Amateurliga Südwest.
En 1965, le club termina vice-champion derrière le SV Alsenborn et gagna ainsi sa qualification pour le Championnat d’Allemagne Amateur. Il fut éliminé au premier tour par le  VfB Stuttgart Amateur. 
Le FSV Schifferstadt ne parvint pas à confirmer ses bons résultats. En 1973, il descendit en 2. Amateurliga puis, deux ans plus tard fut encore relégué. Rapidement, le cercle remonta en 2. Amateurliga qui prenait le nom de Bezirksliga Vorderpfalz.
En 1986, le FSV 13/23 accéda à la Verbandsliga Südwest, une ligue alors située au 4e rang de la hiérarchie du football allemand. Le club y joua deux saisons puis redescendit vers la Bezirksliga. En 1999, il glissa en Kreisliga.
Ce fut en 2003, que le FSV Schifferstadt remonta en Bezirksliga. Deux ans plus tard, il remonta pour une saison en Verbandsliga (à ce moment niveau 5).
En 2010-2011, le FSV Schiffestadt évolue en  Bezirksliga Vorderpfalz, soit au 7e niveau de la hiérarchie de la DFB.